# Walther Halvorsen
Walther Ludvig Halvorsen (geboren am 1. März 1887 in Kristiania (heute Oslo); gestorben am 18. Dezember 1972 in Oslo) war ein norwegischer Maler, Kunstkritiker, Kunsthändler und Mäzen. Er organisierte bedeutende Ausstellungen, die maßgeblich dazu beitrugen, Kunstwerke des Impressionismus, Postimpressionismus und Kubismus in Skandinavien bekannt zu machen. Durch seine Vermittlung gelangten mehrere Gemälde in die Sammlung des Nationalmuseums für Kunst, Architektur und Design in Oslo.

## Leben
Walther Halvorsen kam 1887 als Sohn des Böttchers Johan Halvorsen und seiner Frau Henriette, geborene Bredesen, in Kristiania (heute Oslo) zur Welt. Seine künstlerische Ausbildung begann er 1907 mit einem Studium der Malerei bei Oluf Wold-Torne an der Statens Håndverks- og Kunstindustriskole in Oslo. Im Sommer 1908 gehörte er zu einem Malerkreis in Lillehammer, dem sich auch die Künstler Henrik Sørensen, Axel Revold und Einar Sandberg angeschlossen hatten. Seine Bilder zeigte er 1908 und 1909 in den jährlichen staatlichen Herbstausstellungen in Oslo. Der in Paris lebende norwegische Maler Jean Heiberg vermittelte Halvorsen den Kontakt zu Henri Matisse, bei dem er 1909–1910 Unterricht nahm. 1910 kehrte Halvorsen nach Oslo zurück. 1912 nahm er erneut an der staatlichen Herbstausstellung teil, wo er sein Bild Die Kreolin im Stil von Matisse zeigte.
Ab 1909 begann Halvorsen als Autor zu arbeiten. Er schrieb als Kunstkritiker für die norwegischen Zeitungen Aftenposten, Verdens Gang und Dagbladet und verfasste Artikel über Künstler wie Henri Matisse, Vincent van Gogh und Edvard Munch. In der in Stockholm erscheinenden Svenska slöjdföreningens Tidsskrift veröffentlichte er 1914 einen Artikel über den norwegischen Bildhauer Dagfin Werenskiold. Zudem schrieb er 1911 für die in Paris erscheinende Zeitung La Revue scandinave einen Artikel über junge norwegische Künstler und brachte 1914 ein Buch über den norwegischen Maler Halfdan Egedius heraus.
Am 10. Juni 1913 heiratete Halvorsen die französische Schauspielerin Greta Prozor, die im Vorjahr in Kristiania als Hedda in Henrik Ibsens Stück Hedda Gabler auf der Bühne stand. Das Paar lebte überwiegend in Paris, unterbrochen von Sommeraufenthalten in Norwegen. Halvorsen sprach fließend französisch und war mit einer Reihe von Künstlern und Kunsthändlern befreundet. Insbesondere bei Henri Matisse war Halvorsen wiederholt zu Gast, sowohl in seiner Pariser Wohnung wie auch in seinem Sommerhaus in Issy-les-Moulineaux. Das Paar Halvorsen/Prozor bewohnte in Paris eine repräsentative Wohnung an der Place du Palais de Bourbon, dessen Esszimmer der Maler André Derain mit Wanddekorationen ausmalte. Zudem schmückten Werke von Künstlern wie Pierre-Auguste Renoir, Pablo Picasso, Paul Cézanne und Henri Matisse die Wohnung. Befreundete Künstler schufen Porträts von Greta Prozor, darunter ein 1914 entstandenes Bildnis von Jean Heiberg (Statens Museum for Kunst, Kopenhagen) und ein Portrait de Greta Prozor von Henri Matisse (Musée National d’Art Moderne, Paris).
Zu Beginn der 1920er Jahre gab es für Halvorsen eine Reihe von einschneidenden Veränderungen. Eine Wirtschaftskrise in Skandinavien brachte den bis dahin florierenden Kunstmarkt für moderne Gemälde nahezu zum Erliegen. Halvorsen spielte fortan im Kunsthandel der nordischen Länder nicht mehr die bisher dominante Rolle. Hierzu trug auch der Skandal um sechs Werke von Courbet bei, die Halvorsen 1920 dem Autohändler Bertel O. Steen verkauft hatte, bei denen sich später beim Versuch des Weiterverkaufs jedoch herausstellte, dass es keine Originalwerke des Künstlers waren. Nach der Scheidung von Greta Prozor heiratete Halvorsen 1923 die norwegische Malerin Anita Mowinckel, die seit 1919 in Paris studierte. Aus dieser Ehe gingen die 1924 geborene Anita Louise Henriette Marcelle Halvorsen und die 1930 geborene Celine Halvorsen hervor.
Nachdem Halvorsen bereits 1913 den deutschen Galeristen Alfred Flechtheim bei der Ausstellung zeitgenössischer norwegischer Künstler in Düsseldorf, Barmen und München unterstützt hatte, begann er im Ersten Weltkrieg verstärkt als Kunstexperte und Kunsthändler zu wirken. Er trat dabei nicht als Galerist mit eigenen Geschäftsräumen auf, sondern arbeitete eher als Kunstvermittler. Dabei half ihm ein ausgedehntes Netz an persönlichen Beziehungen. So war er bekannt mit dem Margarinefabrikanten und Kunstsammler Auguste Pellerin, der als Konsul für Norwegen in Paris tätig war, und verkehrte mit den Geschwistern Leo, Michael und Gertrude Stein, bei denen er Werke von Pablo Picasso sah. Mit Michaels Frau Sarah Stein hatte Halvorsen zuvor die Kunstschule bei Matisse besucht. Weiterhin stand er im Austausch mit den in Paris ansässigen Kunsthändlern Paul Durand-Ruel, Ambroise Vollard, Bernheim-Jeune, Paul Rosenberg und Daniel-Henry Kahnweiler.

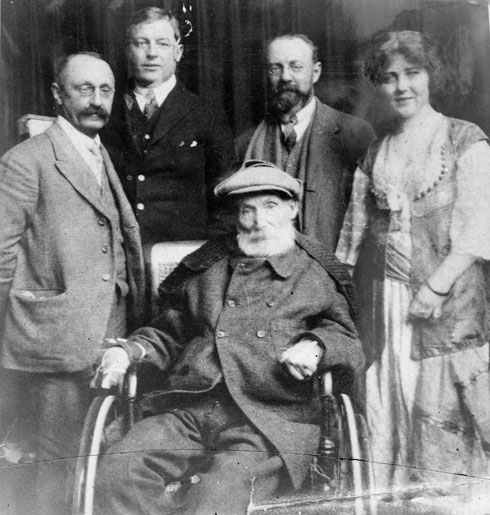
Zu Besuch bei Pierre-Auguste Renoir in Cagnes-sur-mer: Renoir sitzend, dahinter Albert Marquet, Walther Halvorsen, Henri Matisse und Renoirs Modell Catherine Hessling.

Seine Kunden fand Halvorsen in den skandinavischen Ländern Dänemark, Norwegen und Schweden. Während des Krieges war in Frankreich der zuvor bedeutende Kunsthandel mit Deutschland nahezu zusammengebrochen und auch die kaufkräftigen Kunden aus den Vereinigten Staaten fehlten dem Pariser Kunstmarkt. 1914 wandte sich Alice Derain, die Frau des Malers André Derain, an Halvorsen mit der Bitte um Hilfe. Ihr Mann war an der Front, sein Kunsthändler im Exil und sie selbst in finanzieller Notlage. Halvorsen konnte wenig später bei einer Reise nach Kristiania seinen Künstlerfreunden Erik Werenskiold, Jean Heiberg und Henrik Sørensen je ein Werk von Derain verkaufen. Anschließend wurde Halvorsen – bis zur Rückkehr von Kahnweiler – der bevorzugte Kunsthändler Derains. Neue Sammler fand Halvorsen in Norwegen unter den vermögenden Reedern, die von der boomenden Börse und dem erhöhten Bedarf an Schiffskapazitäten profitierten. So gehörten beispielsweise Tryggve Sagen, Jørgen Breder Stang und Ragnar Moltzau zu den Sammlern, die an moderner Kunst interessiert waren. Aber auch Kontakte zu dem Direktor der Nationalgalerie in Oslo, Jens Thiis, und dem Leiter des Schwedischen Nationalmuseum in Stockholm, Richard Bergh, halfen Halvorsen bei der Vermittlung von Kunstwerken nach Skandinavien.
Bei einem Treffen von Halvorsen mit Pablo Picasso und Amedeo Modigliani im Pariser Café de la Rotonde entstand die Idee, eine umfangreiche Ausstellung mit Werken zeitgenössischer Künstler in Kristiania zu veranstalten. Diese Ausstellung fand Ende 1916 unter dem Titel Den franske utstilling im Haus des Künstlerbundes Kunstnerforbundet statt. Gezeigt wurden 160 Werke von 24 Künstlern, darunter Arbeiten von André Derain, Pierre Bonnard, Othon Friesz, Albert Gleizes, Fernand Léger, Albert Marquet, Henri Matisse und Pablo Picasso. Die Werke kamen überwiegend direkt von den Künstlern, je drei Werke steuerten die Kunsthandlung Bernheim-Jeune und der Modeschöpfer Paul Poiret bei. Im Katalog zur Ausstellung gab es Begleittexte der Schriftsteller Guillaume Apollinaire, Jean Cocteau und André Salmon. Zur Ausstellung erschienen gute Kritiken in den Zeitungen und es konnten eine Reihe von Kunstwerken verkauft werden. Ebenfalls 1916 versuchte Halvorsen dem Stockholmer Nationalmuseum die aus der Sammlung von Leo Stein stammende Gouache Famille d'acrobates avec singe von Pablo Picasso zu verkaufen. Das Museum lehnte jedoch ab und er verkaufte das Bild an den Sammler Conrad Pineus, der es wiederum 1922 dem Göteborgs konstmuseum verkaufte. Zusammen mit Greta Prozor, Henri Matisse und Albert Marquet besuchte Halvorsen im März 1918 den 77-jährigen Pierre-Auguste Renoir in seinem Haus in Cagnes-sur-Mer in Südfrankreich.
Nach dem Erfolg der Ausstellung von 1916 organisierte Halvorsen 1918 in Oslo erneut eine Verkaufsausstellung mit dem Titel Den franske utstilling. Diesmal zeigte er Werke von Georges Braque, Paul Cézanne, Camille Corot, Gustave Courbet, Honoré Daumier, Edgar Degas, Eugène Delacroix, Maurice Denis, Jean-Louis Forain, Paul Gauguin, Armand Guillaumin, Édouard Manet, Henri Manguin, Henri Matisse, Claude Monet, Berthe Morisot, Camille Pissarro, Jean Puy, Odilon Redon, Pierre-Auguste Renoir, Henri Rousseau, Georges Seurat, Alfred Sisley, Henri de Toulouse-Lautrec, Vincent van Gogh, Édouard Vuillard, Félix Vallotton und Louis Valtat. Die Katalogtexte stammten diesmal von Théodore Duret, Henri Matisse und Walther Halvorsen. Die Ausstellung ging anschließend nach Stockholm, Göteborg, Bergen und Kopenhagen. 1919 schickte Halvorsen Werke zu einer Matisse-Ausstellung in die Leicester Galleries in London. Im selben Jahr organisierte Halvorsen in Kristiania die Versteigerung Fransk kunst til auktion. Hierbei bot er 27 Gemälde von Künstlern wie Delacroix, Courbet, Bonnard, Daumier, Friesz, Gauguin, Manet, Monet, Marquet, Matisse, Pissarro, Seurat, Sisley und Maurice de Vlaminck an. Hinzu kamen Zeichnungen von Degas, Daumier, Marquet, Picasso, Redon, Auguste Rodin sowie einige Skulpturen. Ein Höhepunkt der Versteigerung war ein Konvolut von rund 200 Zeichnungen und Aquarellen von Paul Cézanne.
Halvorsen war wiederholt als Mäzen aktiv. Als der Freundeskreis der Nationalgalerie in Oslo 1919 das Gemälde La Coiffure von Edgar Degas erwerben wollte, drohte der Ankauf am Preis zu scheitern. Statt der geforderten 32.000 Franc konnte der Freundeskreis nur 22.000 Franc zahlen. Halvorsen übernahm den Differenzbetrag von 10.000 Franc und erbat sich im Gegenzug eine lebenslange Mitgliedschaft im Freundeskreis. Weiterhin stiftete er 1920 der Nationalgalerie in Oslo das Gemälde Fransk landskap von Henrik Sørensen, 1921 gefolgt vom Bild Fransk sommer desselben Künstlers. Hinzu kam 1925 das nordafrikanische Sujet Kamelenes ankomst til Nefta, Tunis von Per Krohg. Darüber hinaus schenkte er dem Schwedischen Nationalmuseum in Stockholm 1917 das Gemälde Marokkanische Landschaft von Henri Matisse (heute Moderna Museet) und 1938 das Bild Bauernhaus von Édouard Vuillard.
Der durch den Kunsthandel zu Vermögen gelangte Halvorsen besaß zwar eine Reihe von Kunstwerken in seiner Wohnung, aber es ist unklar, ob dies als eigene Kunstsammlung zu werten ist, oder als zum Verkauf vorgesehener Warenbestand. Zu den Werken, die sich langfristig in seiner Wohnung befanden gehörten beispielsweise das Pastellbild Lala von Edgar Degas (Tate Gallery, London), Madame Victor Chocquet von Pierre-Auguste Renoir (Staatsgalerie Stuttgart), Umgebung des Jas de Bouffan von Paul Cézanne (Solomon R. Guggenheim Museum, New York) und Bildnis Georges Clemenceau von Édouard Manet (Kimbell Art Museum, Fort Worth). Viele dieser Werke hat Halvorsen zum Ende der 1920er Jahre wieder verkauft.

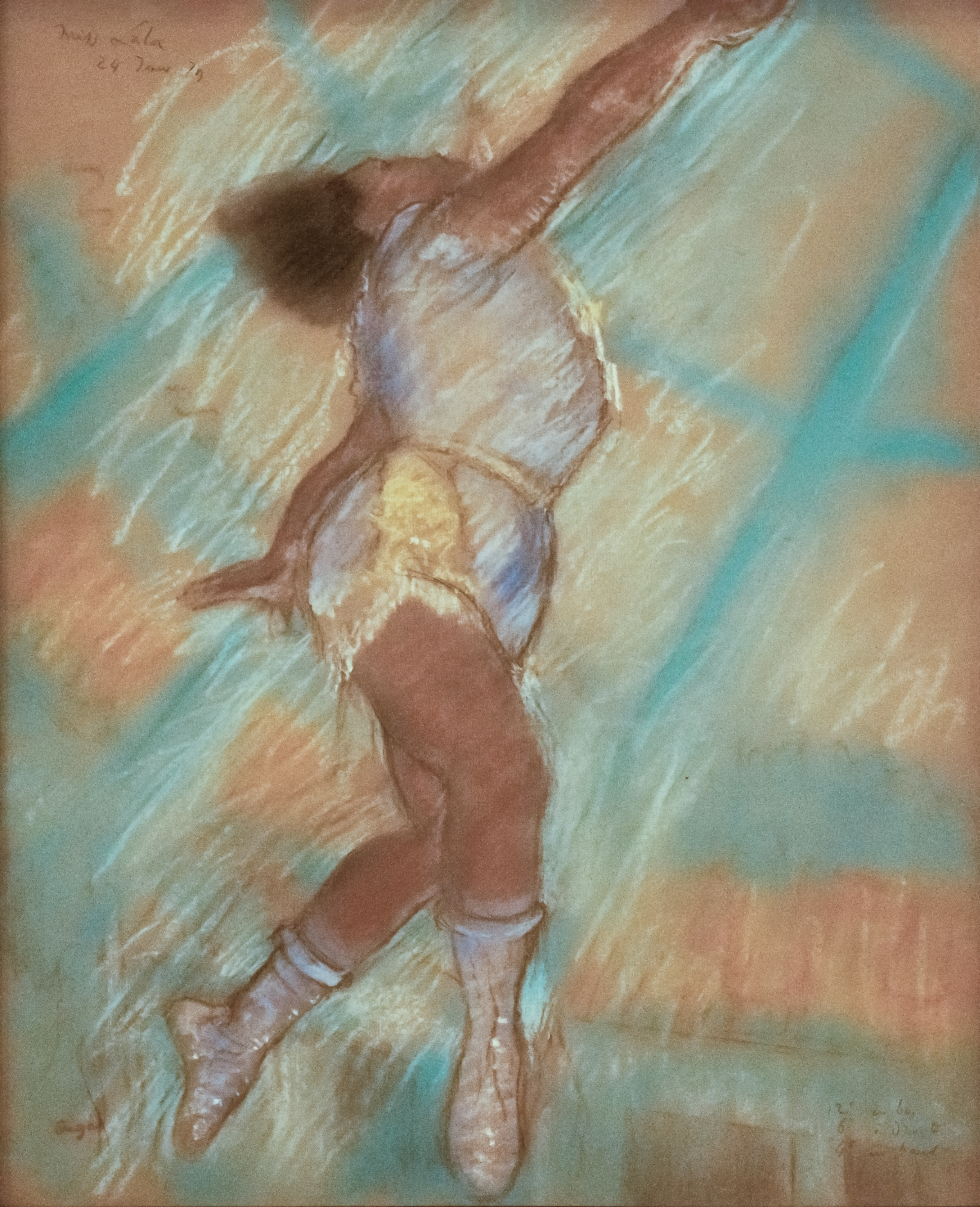
Edgar Degas: Lala
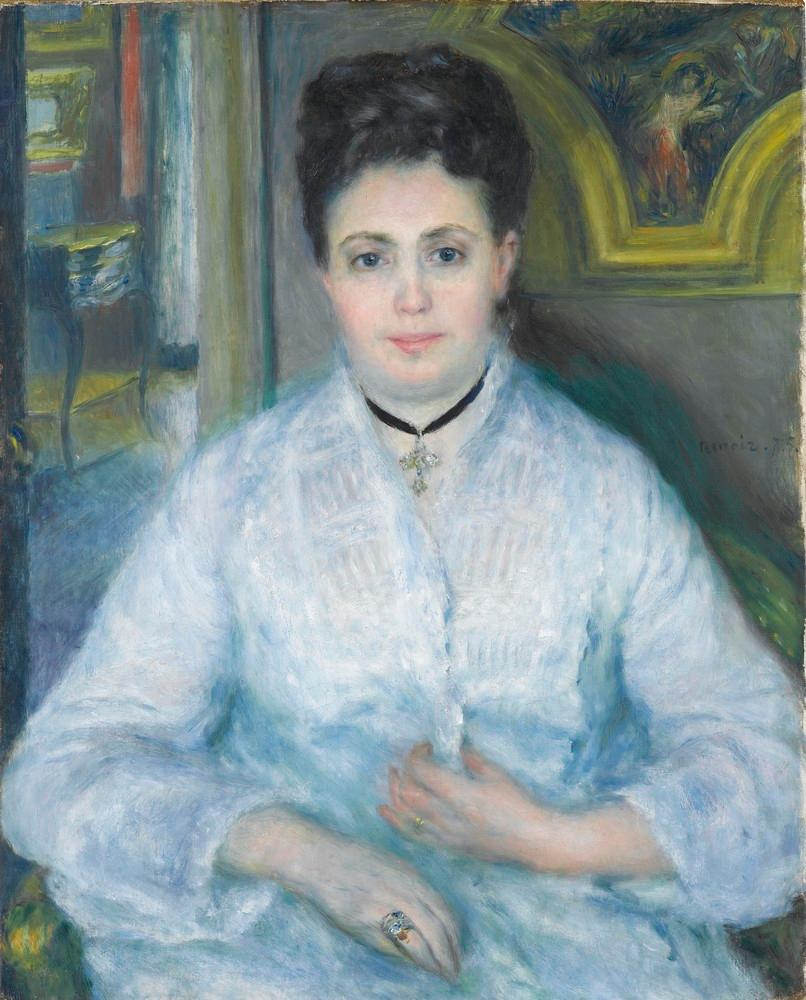
Pierre-Auguste Renoir: Madame Victor Chocquet
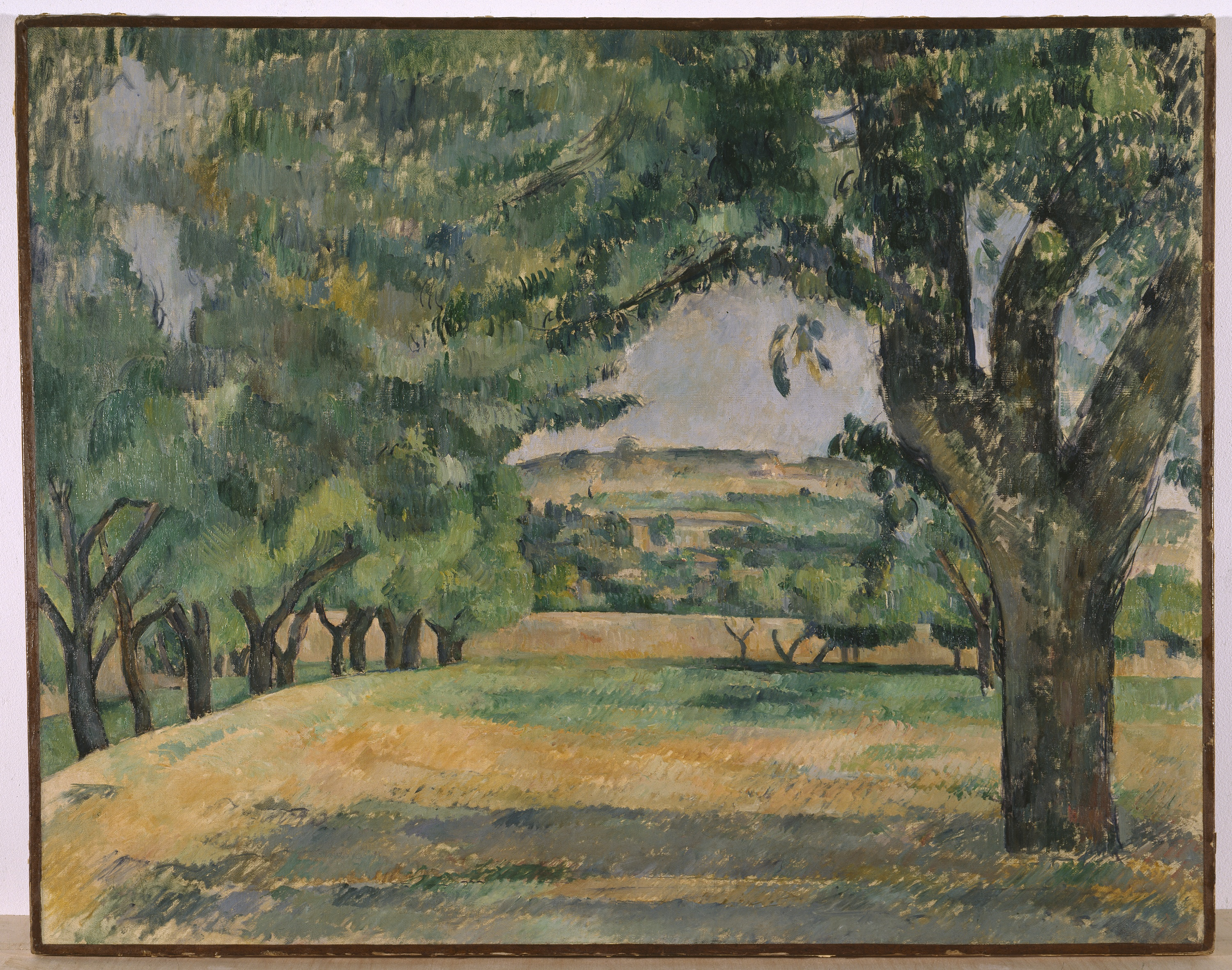
Paul Cézanne: Umgebung des Jas de Bouffan
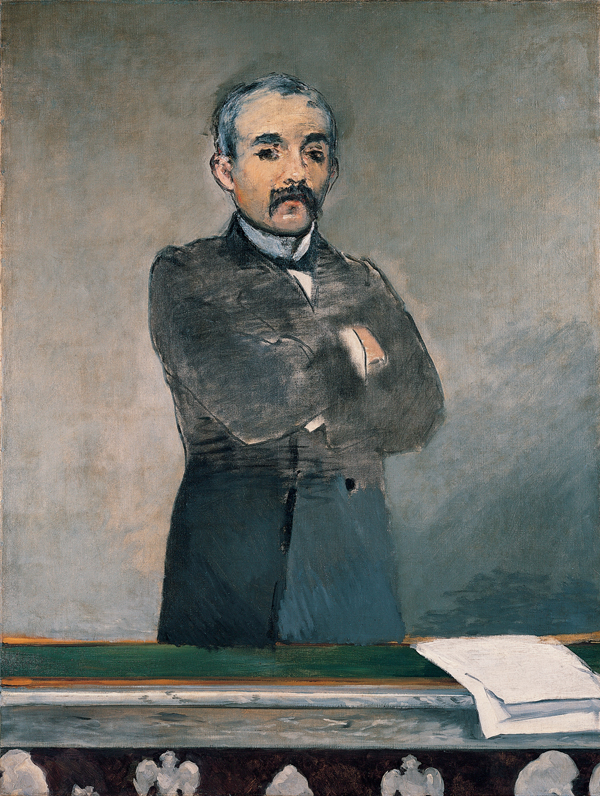
Édouard Manet: Bildnis Georges Clemenceau

1928 knüpfte Halvorsen an frühere Ausstellungserfolge an. Zusammen mit dem Sammler Stang und dem norwegischen Botschafter in Paris, Fritz Wedel Jarlsberg, konnte Halvorsen, die vom Kurator des Louvre, Paul Jamot, organisierte Ausstellung Von David bis Courbet in die Osloer Nationalgalerie holen. Zunächst waren für die Ausstellung nur Stationen in Kopenhagen und Stockholm geplant, jedoch gelang es den norwegischen Fürsprechern die Schau mit Werken von Künstlern wie Jacques-Louis David, Jean-Auguste-Dominique Ingres, Camille Corot, Eugène Delacroix, Jean-François Millet und Gustave Courbet nach Oslo zu holen und dort um Werke der Nationalgalerie und von den Sammlern Jørgen Breder Stang, Anton Fredrik Klaveness und Halfdan Mustad zu ergänzen. Die Eröffnung durch König Haakon VII. wurde zum gesellschaftlichen Ereignis. Als 1931 die Schwedische Gesellschaft für französische Kunst die Ausstellung Fransk Genombrttskonst fran nittonhundratalet veranstaltete, war Halvorsen Mitorganisator und vermittelte aus Paris 22 Werke von der Galerie Paul Rosenberg und zwölf Werke aus der Galerie Bernheim-Jeune. Die Ausstellung mit Arbeiten von Pierre Bonnard, Georges Braque, Roger de La Fresnaye, André Derain, Fernand Leger, Henri Matisse, Pablo Picasso und Maurice Utrillo war anschließend auch in Oslo, Göteborg und Kopenhagen zu sehen. Besondere Beachtung fand 1938 die von Halvorsen mitorganisierte Ausstellung Henri Matisse, Picasso, G. Braque, Laurens im Osloer Kunstnernes Hus (Künstlerhaus). Zusammen mit dem Galeristen Paul Rosenberg war es Halvorsen dank persönlicher Kontakte zu Picasso gelungen, dessen großformatiges Antikriegsgemälde Guernica auszuleihen, das im Vorjahr auf der Pariser Weltausstellung im spanischen Pavillon für Aufmerksamkeit sorgte. Im Anschluss ging die Schau weiter ins Statens Museum for Kunst nach Kopenhagen und in die Liljevalchs konsthall nach Stockholm.
Halvorsen wurde 1920 zum Ritter der Ehrenlegion ernannt, 1928 folgte die Ernennung zum Offizier der Ehrenlegion. Seit Beginn des Zweiten Weltkrieges lebte er in Norwegen, in der Nachkriegszeit unternahm er wiederholt Reisen nach Frankreich und Italien. Er starb 1972 in Oslo.